# Elisabeth Bröskamp

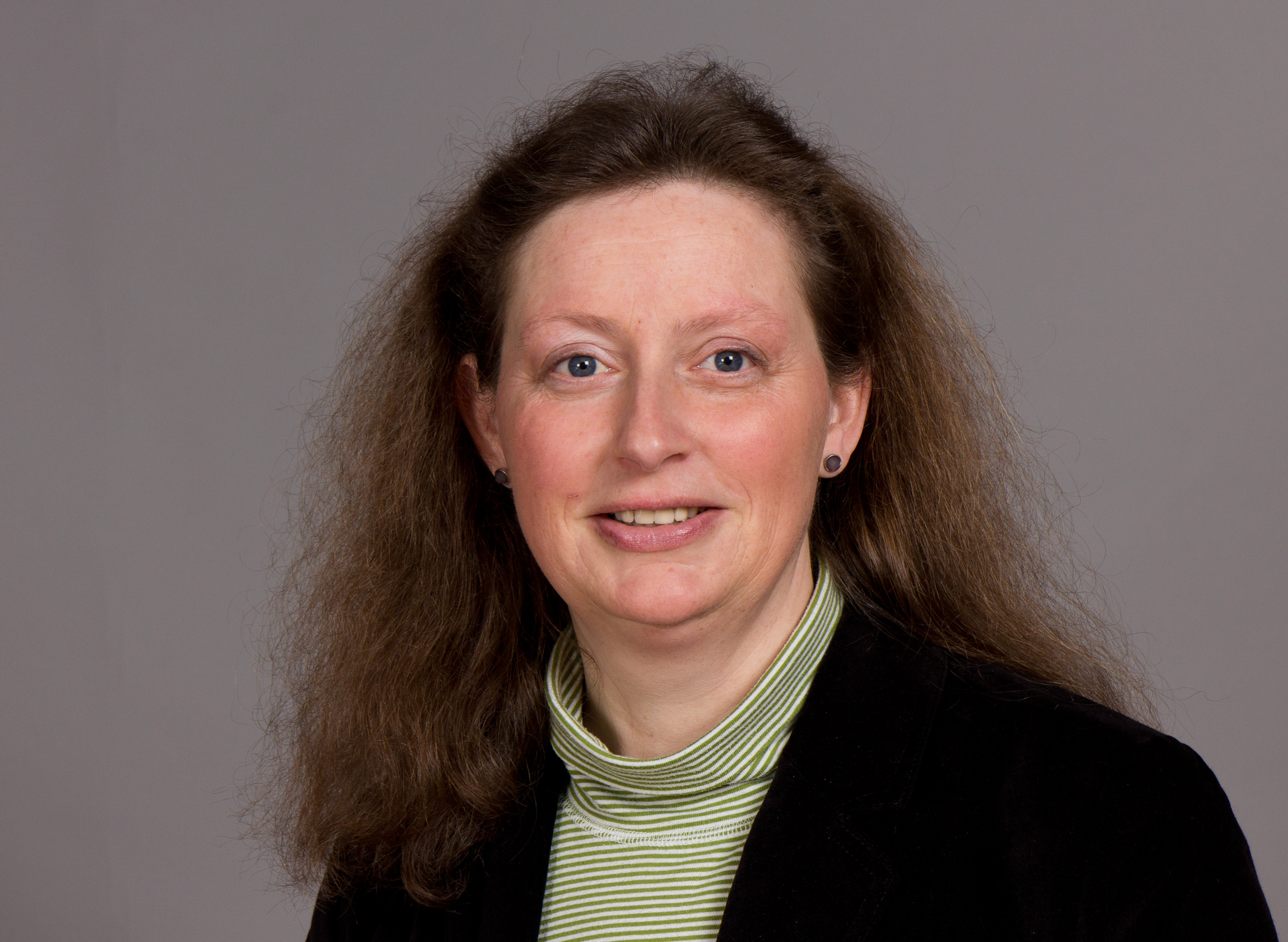
Elisabeth Bröskamp (2014)

Elisabeth Bröskamp (* 30. September 1969 in Ibbenbüren) ist eine deutsche Politikerin (Bündnis 90/Die Grünen). Sie war von 2011 bis 2016 Mitglied des Landtags Rheinland-Pfalz.

## Leben
Als Tochter des Entwicklungshelferehepaares Hermann und Filomena Bröskamp wurde Elisabeth Bröskamp im Jahr 1969 in Ibbenbüren als vierte Tochter geboren. Im Jahr 1971 zog die Familie aus dem Münsterland nach Bonn. Kindergarten und Grundschule besuchte sie in Ippendorf. 1978 kauften die Eheleute Bröskamp die Burg Ariendorf in Rheinland-Pfalz und zog mit der Familie 1981 dorthin. 1991 legte sie das Abitur am Friedrich-Ebert-Gymnasium Bonn ab.
Bröskamp studierte Pädagogik und Geographie für Lehramt Sekundarstufe I und II (Gymnasium/Gesamtschule) und schloss das Studium mit dem 1. Staatsexamen ab. 1998 bis 2003 folgte Erziehungszeit. Ab dem 1. Februar 2011 arbeitete sie als Lehrerin für Pädagogik und Erdkunde an einem Gymnasium in Nordrhein-Westfalen. Bröskamp absolvierte im Jahr 2008 die Meisterprüfung als Pferdewirtschaftsmeisterin Zucht und Haltung (FN).
Elisabeth Bröskamp ist seit 1993 verheiratet und Mutter von vier Kindern. Sie engagiert sich ehrenamtlich für die Hilfsorganisation OPAM, die ihre Eltern 1980 mit fünf weiteren Freunden gründeten. Von 2011 bis 2016 war sie Landtagsabgeordnete in Rheinland-Pfalz für Bündnis 90/Die Grünen. Sie war kinder- und familienpolitische Sprecherin der Grünen-Landtagsfraktion, war Mitglied im Bildungsausschuss, Mitglied im Landesjugendhilfeausschuss und Mitglied im Beirat Heimkinder auf Landesebene.

## Politische Laufbahn
Bröskamp trat 2003 der Partei Bündnis 90/Die Grünen bei. Im Jahr darauf kandidierte sie für die Kreistagswahl und wurde als Beisitzerin in den Kreisvorstand Altenkirchen  gewählt. Von 2006 bis 2008 war sie Sprecherin des Grünen-Ortsvereins Altenkirchen-Flammersfeld. Zu dieser Zeit war sie auch Mitglied im Kindergartenausschuss der Verbandsgemeinde Altenkirchen (Westerwald). Nach dem Umzug im Jahr 2008 zurück in den Landkreis Neuwied ist Bröskamp dort kommunalpolitisch aktiv. Seit 2009 ist sie Mitglied im Kreistag Neuwied und im Verbandsgemeinderat Asbach. Im Jahr 2010 wurde sie zur Sprecherin des Kreisverbandes von Bündnis 90/Die Grünen-Neuwied gewählt. Von 2011 bis  2016 gehörte sie dem Landtag Rheinland-Pfalz an. Im Landtag war sie Mitglied des Ausschusses für Bildung und war seit dem 15. Oktober 2015 Mitglied des Ausschusses für Soziales, Arbeit, Gesundheit und Demografie.
Bei der Kommunalwahl 2014 wurde sie wiederum in den Kreistag Neuwied gewählt und ist seitdem Fraktionsvorsitzende. Außerdem ist sie für die Grünen Mitglied im Verbandsgemeinderat Rengsdorf.
Daneben war sie Mitglied im Landesjugendhilfeausschuss, im Pferdezuchtverband Rheinland-Pfalz, im Verband Rheinisches Pferdestammbuch, in der Gesellschaft für Bildung und Wissen, im Verein zur Förderung der Alphabetisierung, im Verband deutscher Pädagogiklehrer, in der GEW, bei Greenpeace, in der DLRG sowie in weiteren Organisationen und Fördervereinen.